# Miguel Ángel Ponce
Miguel Ángel Ponce Briseño (12 d'abril de 1989) és un futbolista mexicà.

## Selecció de Mèxic
Va formar part de l'equip mexicà a la Copa del Món de 2014.